# 辛普森縣 (肯塔基州)
辛普森縣（英語：Simpson County）是美國肯塔基州南部的一個縣，南鄰田納西州。面積612平方公里。根据美國2000年人口普查，共有人口16,405人。縣治富蘭克林 （Franklin）。

## 歷史
縣政府成立於1819年1月28日。縣名紀念1812年戰爭中犧牲的約翰·辛普森上校。除了富蘭克林市內營業額最少70%來自食品的超過100座位的餐廳以外，本縣為一禁酒的縣。

## 地理
根據美國人口調查局，辛普森縣總面積236平方英里，其中包括234平方英里的陸地面積和2.3平方英里的水域面積。